# Disco Ensemble
Disco Ensemble — финская группа, играющая постхардкор и альтернативный рок.

## История
Группа была основана в Улвиле в 1996 году гитаристом Юсси Юликоски и барабанщиком Микко Хакила, которые начинали с того, что играли кавер-версии песен Metallica и AC/DC. Первоначально они взяли название DisCo, но вынуждены были отказаться от него, узнав о существовании финской электропоп-группы с тем же названием.
Группа играла на небольших площадках и быстро обрела известность на местной музыкальной сцене. В 2000 году Мийкка Койвисто, в то время поклонник Disco Ensemble, посетил их концерт, а позже присоединился к группе, сначала в качестве гитариста, а затем стал вокалистом. После того как три участника коллектива переехали на учёбу в Хельсинки, в группе несколько раз менялся бас-гитарист; в постоянный состав вошёл Лассе Линдфорс.
В 2000 году группа выпустила дебютный мини-альбом Memory Three Sec. Эта запись низкого качества не привлекла к себе большого внимания. Некоторая известность пришла к ним благодаря следующему релизу Ghosttown Effect, выпущенному в 2001 году. С этого мини-альбома вышел их первый сингл «Turpentine».
В 2003 году Disco Ensemble подписали контракт с Fullsteam Records, на котором в том же году издали первый студийный альбом Viper Ethics. Он получил хорошие отзывы критиков, а сингл «Videotapes» достиг 17-го места в финском чарте. Это позволило группе совершить турне по Финляндии, а также по европейским странам.
Второй альбом Disco Ensemble под названием First Aid Kit вышел в 2005 году. Он стал наиболее успешным в коммерческом отношении релизом группы. Диск занял девятую строчку в Финляндии, а оба сингла — «Black Euro» и «We Might Fall Apart» — добрались до шестого места.
Весной 2006 года вслед за успехом второго альбома на национальном уровне Disco Ensemble и Fullsteam Records подписали контракт с компанией Universal Music, выбранной в качестве дистрибьютора во всём мире. First Aid Kit был переиздан и выпущен сначала в Европе, а затем в Северной и Южной Америке и Азии. Группа активно гастролировала в поддержку альбома. Она приняла участие в Antidote Tour вместе с Danko Jones, Bedouin Soundclash и Gogol Bordello. Она также играла в турне Most Wanted, организованным журналом Kerrang!, а на Warped Tour в 2007 году.
5 мая 2008 года вышел третий студийный альбом Magic Recoveries, который возглавил финский хит-парад. Disco Ensemble выпустили мини-альбом Back on the MF Street весной 2009 года. Их четвёртый альбом The Island of Disco Ensemble был издан 26 мая 2010 года. В качестве сингла с него группа выпустила песню «White Flag for Peace».

### The Island of Disco Ensemble (2010)
Четвёртый студийный альбом, был выпущен 26 мая 2010 года. Первый сингл White Flag For Peace был выпущен в эфир финского радиоканала — YleX 15 февраля 2010 года. Помимо его было выпущено ещё 3 сингла: Protector, Lefty и Undo.

### Warriors (2012)
Disco Ensemble анонсировали выход нового альбома в 2012 году. Новая песня Your Shadow была выпущена в марте. 20 августа состоялась премьера первого сингла Second Sou на Ylex Radio. 21 августа группа сообщила, что новый альбом получил название Warriors. Сингл Second Soul был выпущен 22 августа, а альбом — 21 сентября. После его выхода информация на официальном Facebook и Twitter группы была обновлена.

## Состав
- Микка Койвисто (Miikka Koivisto) — вокал, клавишные
- Юсси Юликоски (Jussi Ylikoski) —  гитара, бэк-вокал
- Микко Хакила (Mikko Hakila) — ударные
- Лассе Линдфорс (Lasse Lindfors) — бас-гитара

## Дискография

### Альбомы
- Viper Ethics (2003)
- First Aid Kit (2005)
- Magic Recoveries (2008)
- The Island of Disco Ensemble (2010)
- Warriors (2012)
- Afterlife (2017)

### Мини-альбомы
- Memory Three Sec. (2000)
- Ghosttown Effect (2001)
- Back on the MF Street (2009)

### Синглы
- «Turpentine» (2002)
- «Transatlantic» (2002)
- «Mantra» (2003)
- «Videotapes» (2004)
- «We Might Fall Apart» (2005)
- «Black Euro» (2005)
- «Drop Dead, Casanova» (2006)
- «Bad Luck Charm» (2008)
- «Headphones» (2008)
- «Back on the MF Street» (2009)
- «White Flag for Peace» (2010)
- «Protector» (2010)
- «Second Soul» (2012)
- «Fight Forever» (2016)

### DVD
- Video Vortex (2008)